# Cabala lurianica

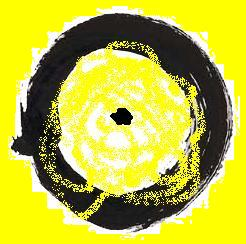
Ein Sof e Tzimtzum (ebraico: צמצום ṣimṣūm "contrazione" o "restringimento"). Dio ha contratto la Sua luce infinita per permettere uno spazio concettuale, in cui un mondo indipendente potesse esistere.

Cabala lurianica (anche detta Cabala luriana o lurianesimo), così chiamata con riferimento al cabalista ebreo Isaac Luria (detto "ARI'zal" o semplicemente l‘Ari) che la sviluppò, esponendo una nuova interpretazione fondamentale del pensiero cabalistico che i suoi seguaci sintetizzarono e incorporarono nella prima Cabala ebraica esegetica dello Zohar: essa si era già diffusa in ambienti medievali. La Cabala luriana descrive nuove dottrine sovrarazionali sulle origini della Creazione (Tzimtzum) e la sua restaurazione cosmica (Tohu e Tiqqun); incorpora quindi una revisione e sistematizzazione più completa degli insegnamenti cabalistici precedenti.
Il principale divulgatore delle idee di Luria fu Rabbi Hayyim ben Joseph Vital di Safad, che sostenne di essere l'interprete ufficiale del sistema lurianico, anche se ciò fu contestato da alcuni. Nel loro complesso, gli insegnamenti scritti compilati e raccolti dalla scuola di Luria dopo la sua scomparsa vennero "accreditati" veritieri e metaforicamente chiamati "Kitvei HaARI" (Scritti dell'ARI), anche se differivano su alcune interpretazioni basilari delle prime generazioni.
Interpretazioni precedenti dello Zohar erano culminate a Safed nello schema di Moshe Cordovero, influenzato razionalmente dalla filosofia ebraica, immediatamente prima dell'arrivo Luria. Sia il sistema di Cordovero che quello di Luria hanno dato alla Cabala una sistemica teologica messa a confronto con la precedente eminenza della filosofia ebraica medievale. Sotto l'influenza della rinascita mistica della già descritta scuola di Safed del XVI secolo, il lurianesimo divenne la teologia tradizionale ebraica quasi universale nei primi anni dell'era moderna, sia nei circoli accademici che nell'immaginazione popolare. Lo schema lurianico, letto dai suoi seguaci in armonia con quello cordoveriano e in seguito più avanzato, in gran parte lo rimpiazzò, diventando il fondamento dei successivi sviluppi del misticismo ebraico. Dopo l'Ari, lo Zohar venne interpretato in termini lurianici e i cabalisti esoterici dopo ne ampliarono la teoria mistica nell'ambito del sistema lurianico. I successivi movimenti chassidici e mitnagdici differirono sulle implicazioni della Cabala lurianica ed il suo ruolo sociale nel misticismo popolare. Anche l'eresia mistica sabbatiana derivò le sue origini dal messianismo lurianico, ma distorse antropomorfismicamente l'interdipendenza cabalistica del misticismo con l'osservanza halakhica.

## La natura del pensiero lurianico

### Origini

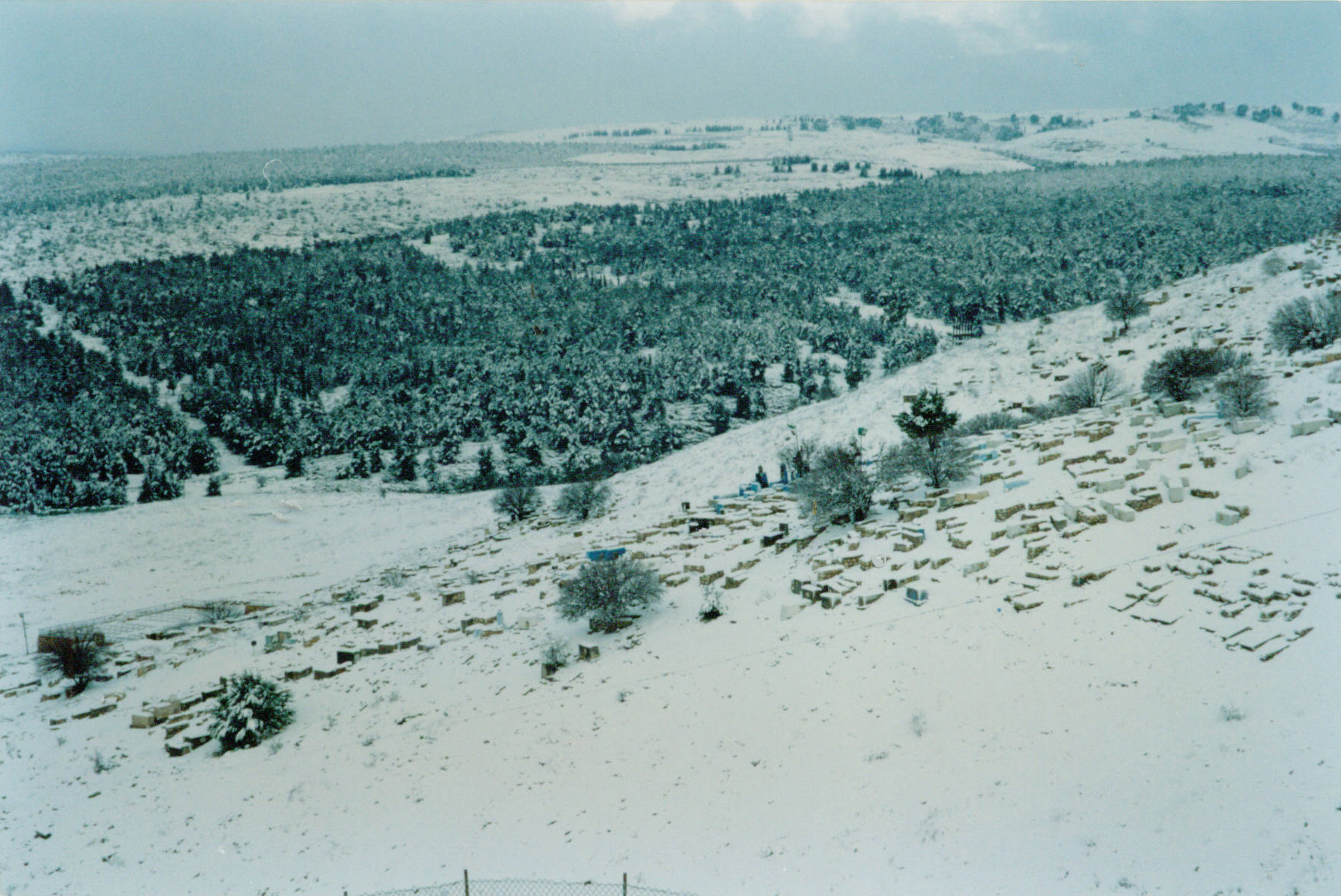
L'antico cimitero di Safed dove personaggi mistici importanti del XVI secolo sono sepolti, inclusi Yosef Karo, Moshe Cordovero e l'Ari. Dopo l'espulsione delle comunità ebraiche dal regno di Spagna, il circolo di Safed mantenne una grande responsabilità messianica a livello nazionale, riflessa nello schema lurianico.

La caratteristica del sistema teorico e meditativo di Luria è la sua revisione della precedente gerarchia statica del dispiegarsi dei Livelli Divini, rendendolo un dramma cosmico spirituale dinamico di esilio e redenzione. Grazie a questo, in sostanza si verificarono due versioni storiche della tradizione teorico-teosofica della Cabala:
1. la Cabala medievale e lo Zohar: rapporto inizialmente concepito come "Cabala Classica-Zoharica", che ricevette la sua sistematizzazione da Moshe Cordovero appena prima di Luria nel periodo della prima età moderna;
2. la Cabala lurianica, base del "misticismo ebraico moderno", sebbene Luria ed i successivi cabalisti vedano il lurianesimo "semplicemente" come una spiegazione del vero significato dello Zohar.

#### La prima Cabala
Le dottrine mistiche della Cabala apparvero in circoli esoterici ebraici provenzali  (Linguadoca), diffondendosi nel XIII secolo verso la Spagna settentrionale (Catalogna e altre regioni). Lo sviluppo mistico culminò dal 1305 con la diffusione dello Zohar, uno tra i principali testi della Cabala. La Cabala medievale incorporava motivi descritti nel mondo accademico come "neoplatonici" (reami discendenti linearmente dall'infinito al finito: cfr Guida dei perplessi), "gnostici" (nel senso di diverse potenze che si manifestano dalla Divinità unica, piuttosto che da più dèi) e "mitici" (in contrasto con razionali, come le prime dottrine ebraiche della reincarnazione.
Commentari successivi dello Zohar tentarono di fornire un quadro concettuale in cui il suo immaginario, altamente simbolico, le idee, "liberamente" associate, e gli insegnamenti apparentemente contraddittori potessero essere unificati, compresi e organizzati sistematicamente. Meir ibn Gabbai (n. 1480) fu un precursore in questo... ma le opere "enciclopediche" su Moshe Cordovero (1522-1570) sistematizzarono in maniera preponderante lo schema della Cabala medievale, sebbene non includessero nella loro spiegazione alcune importanti credenze classiche come la reincarnazione (Ghilgul).
Lo schema cordoveriano medievale descrive nel dettaglio un processo gerarchico lineare in cui la Creazione finita si evolve ("Hishtalshelut") in sequenza dall'Essere Infinito (Ein Sof) di Dio. Le Sephirot (attributi divini) nella Kabbalah agiscono come forze autonome discrete, nello svolgimento funzionale di ogni livello della Creazione, dal potenziale al reale. Il benessere del Reame Divino Superiore, dove le Sephirot si manifestano sommamente, è reciprocamente legato al benessere del Reame Umano Inferiore. Gli atti dell'Uomo, alla fine della catena, incidono sull'armonia delle Sephirot nei Mondi spirituali superiori. Le Mitzvot (osservanze ebraiche) e le azioni virtuose portano unità nell'Alto, il che consente unità tra Dio e la Shekhinah (Presenza Divina) nel Basso, aprendo il Flusso (Ohr, Luce) di Vitalità Divina in tutta la Creazione. Il peccato e le azioni egoistiche introducono perturbazioni e separazioni nella Creazione: le forze del male, attivate da azioni umane, sono un traboccamento errato nel Basso di Ghevurah (Rigore) incontrollato nell'Alto.

#### La comunità di Safed

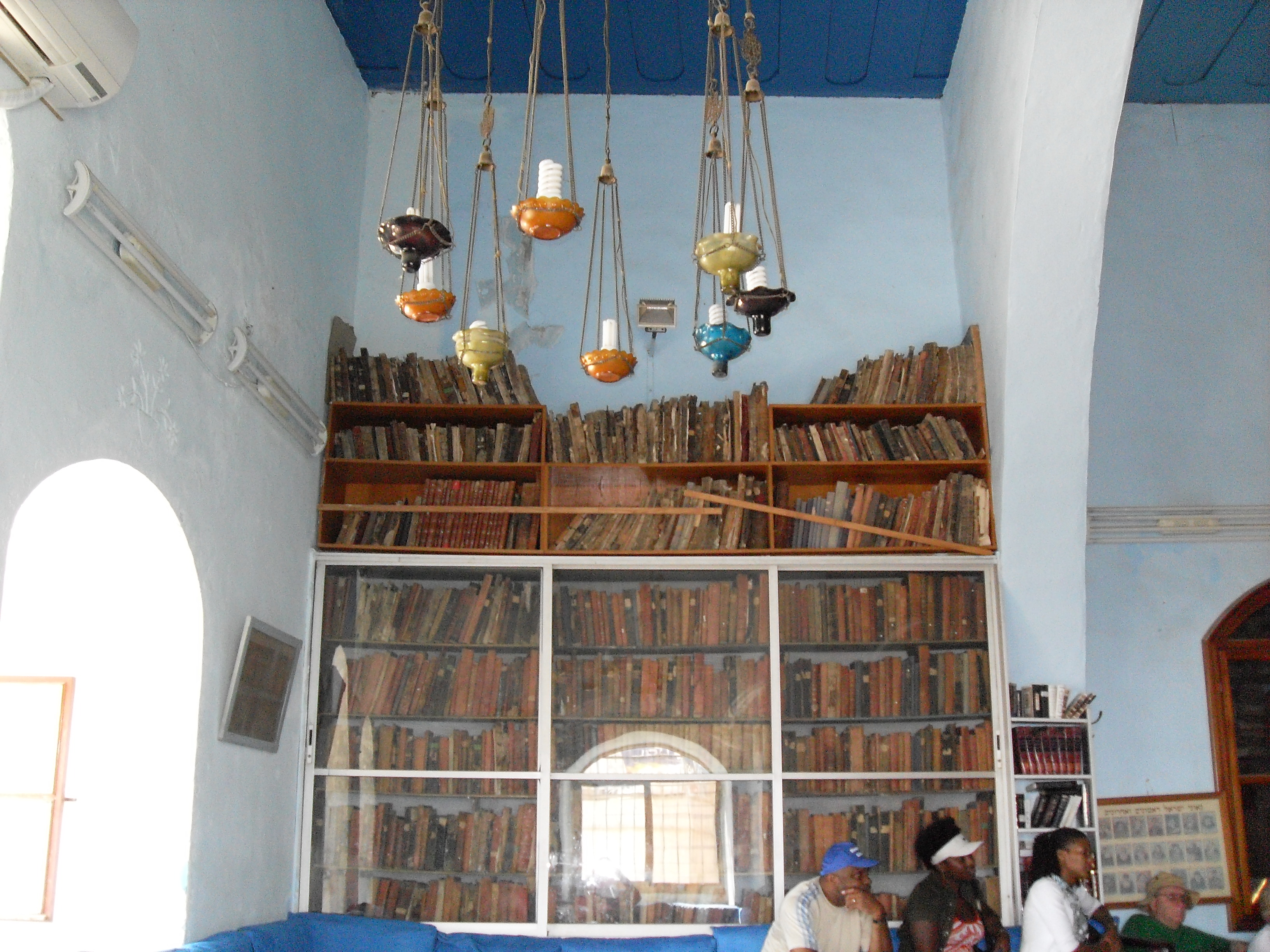
La sinagoga di Joseph Karo a Safed

La rinascita della Cabala, nella comunità di Safed del XVI secolo, includeva l'autorevolezza di Joseph Karo, Moshe Alshich, Cordovero, Luria e altri e fu plasmata dalla loro particolare visione spirituale e storica. Dopo l'espulsione delle comunità ebraiche dal regno di Spagna nel 1492, sentirono un'urgenza e responsabilità specifiche per conto del popolo ebraico di affrettare la redenzione messianica. Ciò comportava un'enfasi sulla stretta comunione tra pratiche ascetiche e lo sviluppo di rituali con un epicentro messianico. I nuovi sviluppi di Cordovero e Luria nel sistematizzare la Cabala precedente, cercava una diffusione mistica al di là dei vicini ambienti eruditi ai quali la Cabala era stata precedentemente limitata. Dichiararono quindi che la pubblicazione a vasto raggio di questi insegnamenti, e le pratiche meditative basate su di essi, avrebbero affrettato la redenzione di tutto il popolo ebraico.

### Cabala lurianica
Mentre il fine messianico rimaneva solo periferico nel sistema lineare di Cordovero, lo schema teorico più completo e le pratiche meditative di Luria spiegavano il messianismo come dinamica centrale, incorporando la pluralità dei precedenti concetti cabalistici come esiti dei suoi processi. Luria concettualizza i Mondi Spirituali attraverso la loro dimensione interiore di esilio e di redenzione divini. Il mito lurianico porta più profondi concetti cabalistici in primo piano: la teodicea (origine primordiale del male) e l'esilio della Shekhinah (Presenza Divina), la redenzione escatologica, il ruolo cosmico di ogni individuo e le vicende storiche di Israele, il simbolismo della sessualità, anche nelle manifestazioni divine superne, e le dinamiche inconsce dell'anima. Luria ha dato articolazioni teosofiche esoteriche alle domande più fondamentali e teologicamente audaci dell'esistenza.

#### Opinioni cabalistiche

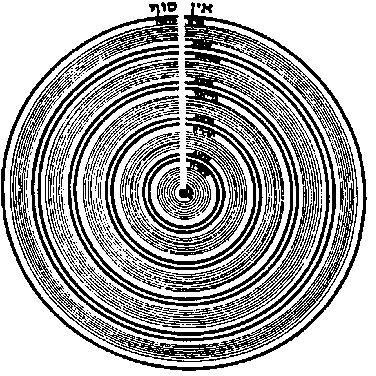
Schema dei Cinque Mondi formantisi entro il Vuoto Khalal (Cerchio Esterno) tramite l'illuminazione del Raggio Kav (Linea Verticale). I concetti sono non-spaziali. Le Sephirot sono illustrate nello schema degli Iggulim ("Cerchi")

I cabalisti religiosi attribuiscono la completezza più profonda della teoria luriana alla sua descrizione ed esplorazione degli aspetti della Divinità, radicata nell'Ein Sof, che trascendono il misticismo rivelato e razionalmente assimilato descritto da Cordovero. Il sistema della Cabala medievale viene incorporato come parte della sua dinamica più ampia. Mentre Cordovero descrive le Sephirot ("modalità, attributi o strumenti divini") e i Quattro Reami spirituali, preceduti da Adam Kadmon (4 Reami + Adam Kadmon = Cinque Mondi), che si aprono in sequenza dall'Ein Sof, Luria invece sonda l'origine sovrarazionale di questi Cinque Mondi nell'ambito dell'Infinito, e rivela le nuove dottrine rivelate del Primordiale Tzimtzum ("Contrazione"), della Shevirah ("Frantumazione": cfr Creazione (teologia)) e delle figure dei Partzufim ("Riconfigurazioni o ipostasi") delle Sephirot. Nella Cabala ciò che ha preceduto più profondamente nelle origini, viene riflesso anche nelle dimensioni interiori della Creazione successiva, cosicché Luria è in grado di spiegare il messianismo, gli Aspetti Divini e la reincarnazione ("Gilgul o Ghilgul"), credenze cabalistiche che precedentemente erano rimaste imprecise.
Cordovero ed i tentativi medievali di sistematizzazione cabalistica, influenzati dalla filosofia ebraica medievale, affrontano la teoria cabalistica mediante il paradigma dello "Hishtalshelut" concepito razionalmente:
"Evoluzione" sequenziale di livelli spirituali tra l'Infinito e il Finito:
- i vasi/cornici esterni di ciascun Mondo spirituale: Luria sistematizza la Cabala come un processo dinamico di "Hitlabshut" ("Investitura" delle anime superiori all'interno di vasi inferiori come le dimensioni anima/interne di ogni Mondo spirituale).

Ciò pone dimensioni interne nell'ambito di ogni livello della Creazione, la cui origine trascende il livello in cui sono stati investiti.
Il paradigma spirituale della Creazione si trasforma in un processo dinamico interattivo nella Divinità. Manifestazioni divine si investono l'una dentro l'altra e sono [quasi come] soggette ad esilio e redenzione:

Il concetto di hitlabshut ("investitura") implica un cambiamento radicale di prospettiva circa la natura della Creazione, dove la dinamica principale della creazione non è evolutiva, ma internazionale. Strati più alti di realtà si investono costantemente entro strati più bassi, come l'anima in un corpo, in modo da infondere in ogni elemento della Creazione una forza interiore che trascende la propria posizione all'interno della gerarchia universale. Hitlabshut è veramente una dinamica "biologica", che rappresenta la forza vitale posta all'interno della Creazione; hishtalshelut invece è una dinamica [verso la] "fisica", che riguarda l'energia condensata della "materia" (vasi spirituali) piuttosto che la forza vitale dell'anima.

A causa di questo paradigma, più profondo e più interiore, le nuove dottrine introdotte da Luria spiegano gli insegnamenti e passi cabalistici dello Zohar che prima erano compresi solo superficialmente e descritti esteriormente. Concetti apparentemente non collegati diventano unificati come parte di un quadro più completo e penetrante. I sistemisti cabbalistici prima di Luria, e culminati con Cordovero, erano stati influenzati dalla filosofica Guida dei perplessi di Maimonide, nel loro tentativo di decifrare lo Zohar intellettualmente, coniugando la saggezza esoterica con la filosofia ebraica. Nella Cabala ciò comprende il livello mentale dell'anima Neshama (Comprensione Binah). Gli insegnamenti di Luria spingono l'anima ad andare oltre i limiti mentali. Sebbene presentata in termini intellettuali, rimane una dottrina rivelata, sovrarazionale, che dà la sensazione di essere al di là della comprensione intellettuale. Ciò corrisponde al livello dell'anima di Haya (Saggezza interiore Chokhmah), descritta come apprensione "tattile/intattile".

#### Opinioni accademiche
Nello studio accademico della Cabala ebraica, Gershom Scholem reputa il lurianesimo come una risposta storica al trauma dell'esilio spagnolo, una mitizzazione dell'Ebraismo espressa completamente, e un singolare misticismo paradossalmente messianico, inverso a quel misticismo che fenomenologicamente comporta il ritiro dalla comunità. In studi accademici più recenti, il filologo Moshe Idel ha contestato l'interpretazione di Scholem, considerando invece il lurianesimo come uno sviluppo autonomo della mistica ebraica.

## Concetti
Sappi

Prima dell'inizio della creazione era solo

L'Altissimo

Tutto era luce

Libero compimento

Non vuoto

Solo infinità, luce infinita

Avvolgeva il tutto

Poi Egli decise di creare i mondi e le creature

Cosicché rivelò la Sua perfezione

Ragione per generare mondi

Si restrinse nel Suo fulcro

Costrinse la luce in se stessa e si limitò

Luogo libero esistette nel riversamento, spazio vuoto pieno di infinito

Intorno al centro

Condensato in modo uguale

Così questo spazio vuoto divenne un punto

Perché la luce si ripiegasse in Lui

E vedi

Dopo la compressione

Nell'istante dello spazio colmo di luce infinita

Forma Se Stesso in vuoto circolare

Poi

Una vastità apparve

Dove la creazione e le creature potessero esistere

E vedi

Un raggio diretto si forma dalla luce infinita

Dall'alto verso l'inferiore discese Egli nel luogo vacuo

Si estese da Sé, discese in raggio nel primordiale

Luce senza fine

Tutti i mondi furono perfezionati

In questo spazio vuoto

Per i mondi l'Infinità fu

Nella Sua perfezione eccelsa

Nessuna creatura ha la forza di cogliere la Sua

Ineffabile perfezione

Forma concreta non Lo può raggiungere

Per Lui non c'è luogo, nessun confine, nessun tempo

E tramite il raggio la luce discese

Ai mondi

Nello spazio vuoto oscuro dove tutto è

Ogni cerchio

Di ogni mondo

Vicino alla luce - ha valore

Per il nostro universo di materia nel centro

Entro tutti i cerchi nel cuore del vuoto infinito

"Espulsi" dall'eterno - al di là di tutti i mondi

La materia così eternamente inferiore -

Egli è in tutti i cerchi -

Nel centro mediano del vuoto infinito...

### Tzimtzumprimordiale - Contrazione della Divinità
Isaac Luria propose la dottrina dello Tzimtzum, (ovvero: "Contrazione / Occultamento / Condensazione / Concentrazione"), l'Auto-Riduzione primordiale della Divinità per "fare spazio" alla Creazione successiva. Questo concilia l'Infinità di Dio con la Creazione finita, impedendo che i reami creati vengano annullati nell'inesistenza dalla loro fonte di vitalità. La realtà divina originaria che riempiva tutto con la sua luce celeste, dovette contrarsi, ridursi, lasciare un vuoto centrale per consentire spazio al mondo. La diffusione dell'"energia creatice", in merito a cui si spiega della connessione con le figura mistica delle acque femminili, è avvenuta quindi attraverso stadi di materializzazione progressiva, nel corso dei quali la luce (Or Ein Sof) è stata in parte "riflessa" - a tal proposito la Qabbalah esegetica discute della figura detta schermo - ed in parte trasmessa verso i mondi in creazione.
La Cabala precedente insegnava che prima della creazione dei reami spirituali o fisici, la Divina semplicità dell'Ein Sof ("Nulla Infinito") "riempiva" tutta la "realtà". In una forma mistica di Autorivelazione Divina, la Luce di Ein Sof (Or Ein Sof, o Luce Infinita) splendeva all'interno di Ein Sof, prima di ogni creazione. Nell'assoluta Unità di Ein Sof, "nessuna cosa" (nessuna limitazione/fine) poteva esistere, poiché tutto si sarebbe annullato: non v'è secondo [pari] a Me (Dio); su Ein Sof nulla può essere postulato in quanto trascende ogni comprensione/definizione. La Cabala medievale asseriva che all'inizio della Creazione, da Ein Sof "erano emerse" dall'occultamento le 10 Sephirot: "attributi" divini dell'esistenza emanata. La vitalità prima brillava su Adam Kadmon ("Uomo Primordiale"), il reame del Divino (Keter, Corona,  Volontà), così chiamato metaforicamente in rapporto all'Uomo che è radicato nel piano Divino iniziale. Da Adam Kadmon sono emerso in sequenza i Quattro Reami spirituali: Atziluth ("Emanazione" - il livello della Saggezza Divina), Beri'ah ("Creazione" - Intelletto Divino), Yetzirah ("Formazione" - "Emozioni" Divine), Assiah ("Azione" - Realizzazione Divina). Nella Cabala medievale il problema della creazione finita che emerge dall'Infinito era stato parzialmente risolto con innumerevoli successivi tzimtzumim: occultamenti/contrazioni/velature dell'abbondanza divina verso i mondi, riducendola successivamente ad intensità appropriate.
In ogni fase, il flusso assorbito creò reami che trasmisero i residui a livelli più bassi, come è detto: che il male non prenda forza dal bene.
Per Luria questa catena causale non aveva risolto la difficoltà, dato che la qualità infinita dell'Or Ein Sof, anche se oggetto di innumerevoli velature/contrazioni, avrebbe ancora impedito un'esistenza indipendente. Propose quindi un radicale salto: il primordiale Tzimtzum iniziale, prima della Creazione – l'"autoriduzione" della Divinità. Si spiega infatti che Dio avrebbe potuto creare tutto in un attimo già perfetto e completo ma Egli volle creare per gradi e livelli.
Il vuoto [poi] non fu completamente vuoto, poiché rimaneva un lieve Reshimo, o Reshimu, ("Impressione/residuo") della Realtà iniziale... simile all'acqua che aderisce ad un contenitore vuoto.
Nel vuoto allora brillò una nuova luce: il Kav ("Raggio/Linea"), una "sottile" estensione diminuita della Luce Infinita originale che divenne la fonte primaria di tutta la Creazione successiva.
Mentre ancora infinita, questa vitalità nuova era radicalmente diversa dalla Luce Infinita originale, poiché ora era potenzialmente adattata alla prospettiva limitata della Creazione. Come la perfezione di Ein Sof "comprendeva" sia l'infinitezza che la finitezza, così la Luce Infinita possedeva anche occulte/latenti qualità finite. Lo Tzimtzum permise alle qualità infinite di "ritirarsi" per/nell'Ein Sof, come detto: Ti avvolgi di luce come un manto..., e alle qualità potenzialmente finite di emergere. Come il Kav brillò al centro del vuoto, inglobò dieci Iggulim (lo schema concettuale dei "Cerchi") "concentrici", "formando"/emanando le Sephirot e permettendo alla Luce di apparire nella sua diversità [dai colori ancestrali].
Nello sviluppo della scuola di Luria, venne esaminata la misura in cui il suo schema fosse metaforico (più filosofico) o letterale (più mitologico). Le differenze sullo Tzimtzum ruotavano sulla possibilità che il Divino fosse immanente nella Creazione o meno. Tuttavia, si sottolineava che i concetti necessitavano una cessione di false interpretazioni corporeo-spaziali. La dialettica tra Tzimtum e Kav inizia una dinamica di esilio divino/crisi-redenzione/catarsi nel lurianesimo che continua a ripetersi attraverso conseguenze successive nell'evoluzione della Creazione. Ad ogni fase la Divinità, prima della crisi, ritorna in una nuova forma successivamente, per consentire la restaurazione: Io Sarò Colui Che Sarò. I livelli creativi non sono più entità autocontenute, complete in se stesse.

#### La Contrazione Divina e la Creazione dell'Universo
Afferma l'accademico Gershom Scholem che la dottrina del Tzimtzum è uno dei concetti più straordinari e sconcertanti mai proposti nell'intera storia del cabalismo.
Tzimtzum in origine significa "concentrazione" o "contrazione", ma se usato in ambito cabalistico è meglio tradotto con "ritiro", "riduzione" o "limitazione". Questa idea forse appare diffusamente per la prima volta in un breve trattato, completamente trascurato, che venne scritto nel XIII secolo e che Luria sembra aver usato: la sua derivazione letteraria proviene da un detto del Talmud: inoltre un Midrash occasionalmente fa riferimento a Dio che ha concentrato la Sua Shekhinah, la Sua Presenza Divina, nel Santo dei Santi, come se la Sua intera potenza si potesse concentrare e concentrare "in un unico punto": da ciò il dilemma di Re David che si chiedeva come un solo "Luogo" potesse essere Sua Residenza. Da qui l'origine del termine Tzimtzum, mentre il concetto stesso, ovvero la rivelazione della Profezia, è l'opposto preciso di questa idea talmudica della "riduzione": per il cabalista della scuola lurianica, Tzimtzum non significa la concentrazione di Dio ad un "dato punto", ma il suo ritiro via da un "dato punto". Cosa significa? In breve, significa che l'esistenza dell'universo è resa possibile da un processo di contrazione, di restringimento di Dio. Luria inizia il suo ragionamento ponendo una domanda che ha tutta l'apparenza di essere naturalistica e, in un certo modo, abbastanza grossolana: come fa ad esserci un mondo se Dio è dappertutto? Se Dio è "Tutto in tutto", come possono esserci cose che non siano Dio? Come fa Dio a creare il mondo dal nulla se il nulla non esiste? Qui sta la questione della contemporanea trascendenza ed immanenza di Dio nella Shekhinah.
La soluzione di Luria, nonostante la forma grezza che le diede, divenne della più grande importanza nella storia successiva del pensiero cabalistico. Secondo l'Arizal, Dio è costretto "a far posto al mondo" abbandonando, per così dire, una regione di Se Stesso, un tipo di spazio mistico primordiale dal quale si ritira per poi ritornarci nell'atto della creazione e rivelazione. Il primo atto di Ein Sof, l'Essere Infinito, non è quindi quello di "uscire" bensì di "entrare", un movimento di retrocessione, di ritiro su Se Stesso, un ripiegarsi retrocedendo in Sé per poi rivelarSi e ManifestarSi nel completamento dell'era messianica.
Abbiamo quindi un'emanazione e l'opposto, una contrazione. Dio che si rivela, Dio: più profondamente nel Suo proprio "Essere"... Ché si concentra su Se Stesso e lo fa sin dall'inizio della Creazione. Di certo questa concezione venne spesso percepita, anche da coloro che le diedero una formulazione teorica, come vicina alla blasfemia: ma Dio è presente ovunque, anche nel Ghehinnom, nel Gan Eden e nel Mondo tutto anche se persino gli Angeli si chiedono dove possa essere la Sua "Residenza".

### Shevirah– Frantumazione dei vasi delle Sephirot

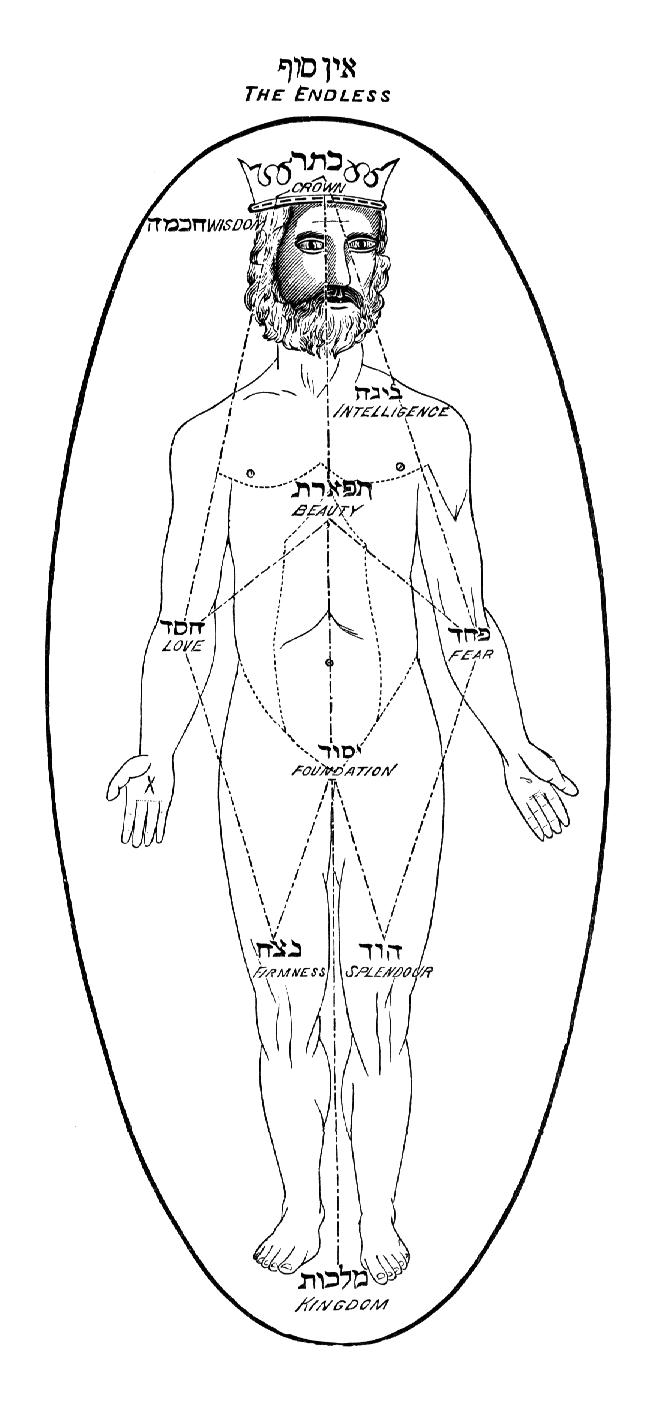
Adam Kadmon

La prima configurazione divina all'interno del vuoto comprende Adam Kadmon, il primo Reame Spirituale incontaminato descritto nella prima Cabala. È la manifestazione della Volontà Divina specifica per la Creazione successiva, nel quadro relativo della Creazione. Il suo nome antropomorfico indica metaforicamente il paradosso della creazione ("Adamo") e della manifestazione ("Kadmon" - Divinità Primordiale): da quel momento l'uomo è inteso come incarnazione prossima delle manifestazioni divine nella Creazione successiva non ancora emersa.
Il Kav forma le sephirot, ancora solo latenti, di Adam Kadmon in due fasi: prima come Iggulim ("Cerchi"), poi comprese come Yosher ("Verticali"): i due schemi di organizzazione delle Sephirot. Nella spiegazione sistematica di Luria dei termini trovati nella Cabala classica:
- Iggulim ("Cerchi") sono le sephirot che agiscono come 10 principi "concentrici"  [quasi] indipendenti (cfr Nequdim);
- Yosher ("Verticale") è un Partzuf (Configurazione o ipostasi) dove le sephirot agiscono in armonia tra di loro in uno schema a tre colonne.

"Verticale" viene chiamato così per analogia all'anima e al corpo dell'uomo.
Nell'uomo le 10 sephirot-potenze dell'anima agiscono in armonia, "riflesse" nei differenti arti del corpo, ognuna con una funzione particolare. Luria spiega che è la configurazione Yosher-Verticale delle sephirot a cui si riferisce Genesi 1:27: "Dio creò l'uomo a sua immagine; a immagine di Dio lo creò; maschio e femmina li creò". Tuttavia in Adam Kadmon, entrambe le configurazioni delle sephirot rimangono solo potenzialmente. Adam Kadmon è pura Luce Divina, senza vasi, delimitata dalla sua futura Volontà potenziale di creare vasi e dall'effetto restrittivo della Reshima.
Dalla configurazione incorporea figurativa di Adam Kadmon emanano cinque luci: metaforicamente dagli "occhi", "orecchie", "naso", "bocca" e "fronte". Queste interagiscono tra di loro per creare tre particolari Mondi-Fasi spirituali dopo Adam Kadmon: Akudim ("Vincolanti" - Caos stabile, Tohu e Tiqqun), Nekudim ("Punti" - caos instabile), Berudim ("Connessi" - inizio della Restaurazione).
Ogni reame è una fase sequenziale come nella prima emersione dei vasi (nella Qabbalah vi sono differenti concezioni delle figure dei vasi) delle Sephirot, prima del Mondo di Atziluth ("Emanazione"), il primo dei Quattro Mondi spirituali della Creazione descritti nella Cabala precedente. Mentre le Sephirot emergevano all'interno dei vasi, agivano come 10 forze Iggulim indipendenti, senza interrelazioni. La Chesed (Carità) opposta alla Ghevurah (Giudizio), e così via con le "emozioni" (o middot etiche) successive.
Questo stato, il Mondo di Tohu ("Caos"), precipitò in una "catastrofe" cosmica nel reame divino:
Tohu è caratterizzato da alta Luce Divina (Ohr) in vasi deboli, immaturi, non armonizzati. Mentre la Luce Divina si riversava nelle prime Sephirot intellettuali, i loro vasi erano abbastanza vicini alla loro sorgente per contenere l'abbondanza della vitalità. Tuttavia, poiché il traboccamento continuava, le Sephirot emotive successive si ruppero (Shevirat HaKeilim - "Frantumazione dei Vasi") da Binah (Comprensione) fino a Yesod (Fondazione) sotto l'intensità della luce. La Sephirah finale Malkhut (Reame) rimane parzialmente intatta come Shekhinah(Immanenza Divina Femminile), per un dato periodo esiliata nella Creazione. Questo è il racconto esoterico in Genesi e Cronache degli 8 Re di Edom che regnarono prima che qualsiasi re regnasse in Israele. I frammenti dei vasi rotti caddero dal regno di Tohu giù nell'ordine creato successivo di Tiqqun ("Restaurazione"), frantumandosi in innumerevoli frammenti, ognuno animato da Nitzutzot ("scintille") esiliate dalla loro luce originale. Le più sottili scintille divine vennero assimilate nei reami spirituali superiori come loro forza creativa vitale. I frammenti "animati" più grezzi caddero giù nel nostro reame materiale, con i frammenti minori che alimentano i reami ossificanti (Qelipot) dell'impurità.

### Tiqqun- Restaurazione

#### Partzufim- Configurazioni nella Divinità

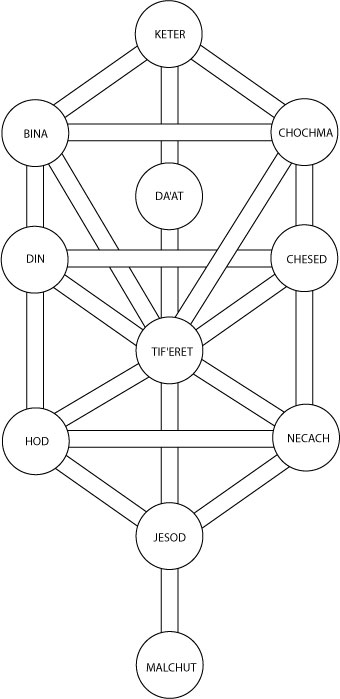
Le Sephirot nello schema di Yosher ("Verticale"), dal quale si sviluppano le Partzufim (Configurazioni).

I successivi Quattro Mondi spirituali della Creazione rappresentano il reame anche nelle teorie lurianiche del Tiqqun ("Restaurazione"). Tiqqun è caratterizzato da una luce (Ohr) minore, meno sublime di Tohu, ma in vasi forti, maturi, armonizzati. La Restaurazione inizia per prima nel Berudim ("Mondo della Connessione"), dove le Sephirot armonizzano le 10 forze ciascuna includendo le altre come principi latenti. Tuttavia, la restaurazione superna viene completata in Atziluth (Mondo di "Emanazione") dopo la Shevirah, tramite le Sephirot trasformantesi in Partzufim ("Facce/Configurazioni" Divine). Nella cabala zoharica i Partzufim appaiono come particolari aspetti divini superni, illustrati nelle opere esoteriche chiamate Idroth, ma sistematizzati solo nel lurianesimo. I 6 Partzufim primari, che si suddividono ulteriormente in 12 forme secondarie, sono:
- Atik Yomin ("Antico di giorni")[21] partzuf interiore di Keter Delizia
- Arikh Anpin ("Volto lungo") partzuf esteriore di Keter Volontà
- Abba ("Padre") partzuf di Chokhmah Saggezza
- Imma ("Madre") partzuf di Binah Comprensione
- Zeir Anpin ("Volto corto" - Figlio) partzuf delle Sephirot emotive
- Nukva ("Femmina" - Figlia) partzuf di Malkuth Reame

I Parzufim sono le Sephirot che agiscono nello schema di Yosher, come nell'uomo. Piuttosto che includere latentemente altri principi in modo indipendente, i Partzufim trasformano ogni Sephirah in piene configurazioni antropomorfiche di tre colonne di 10 Sephirot, ognuna delle quali interagisce e si investe nelle altre. Mediante i Parzufim, la debolezza e la mancanza di armonia, che ha istigato shevirah, si sanano. Atziluth, il reame supremo della manifestazione divina e la coscienza esclusiva dell'Unità Divina, viene restaurata eternamente dai Partzufim; le sue scintille radicali di Tohu ("Caos") sono interamente redente. Tuttavia, i tre Mondi inferiori di Beri'ah ("Creazione"), Yetzirah ("Formazione") e Assiah ("Azione") rappresentano i livelli successivi di autocoscienza indipendenti dalla Divinità. Una restaurazione attiva Tikun della Creazione inferiore può essere raggiunta solo dal Basso, da dentro i suoi limiti e nell'ambito della sua prospettiva, e non imposti dall'Alto. La redenzione messianica e la trasformazione della Creazione viene eseguita dall'Uomo nel reame più basso, dove sembra predominare l'impurità.
Tale procedimento fu assolutamente necessario. Se Dio in principio avesse creato i Partzufim invece delle Sephirot, non ci sarebbe stato alcun male nel mondo, e di conseguenza nessuna ricompensa e punizione: la fonte del male è nelle Sephirot dei gusci (o vasi) "rotte" (Shvirat Keilim), mentre la luce dell’Ein Sof produce solo ciò che è buono. Queste cinque figure si trovano in ciascuno dei Quattro Mondi, cioè nel mondo della Emanazione (Atzilut), Creazione (Beri'ah), Formazione (Yetzirah) e in quello dell'Azione (Assiah), che rappresenta il mondo materiale.

#### Birur- Chiarimento

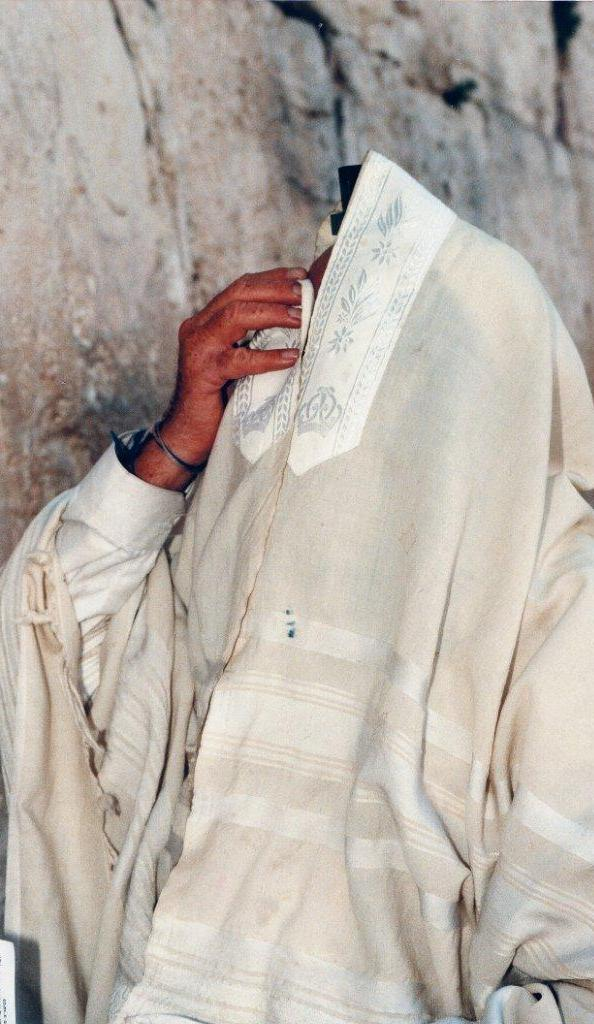
L'anima di Adamo incluse tutte le future anime umane, mentre le 613 mitzvòt si relazionano alle 613 "membra" spirituali nella configurazione dell'anima stessa.

Il compito di restaurare le scintille di santità che furono esiliate nei Mondi spirituali inferiori, fu dato all'Adamo biblico nel Giardino dell'Eden. Nel resoconto lurianico, Adam e Hava (Eva) prima del peccato dell'Albero della Conoscenza non risiedevano nel Mondo fisico Assiah ("Azione"), al presente livello di Malkuth (Sephirah "Reame", la più bassa). Il Giardino era invece un reame non fisico di Yetzirah ("Formazione"), nella Sephirah più alta Tiferet ("Bellezza").
L'analisi della Creazione proposta da Luria viene quindi ad influenzare in termini analoghi la sua concezione della natura dell'anima umana. Il sistema lurianico chiarisce ed agevola l'antica concezione cabalistica delle 10 Sephirot, gli aspetti della realtà divina che si rivela progressivamente al mondo, semplificando in cinque livelli le configurazioni sefirotiche.

#### Gilgul- Reincarnazione e anima
Il sistema psicologico di Isaac Luria, su cui si basa la sua Cabala devozionale e meditativa, è strettamente connesso alle sue dottrine metafisiche. Egli afferma che dai cinque Partzufim emanano cinque anime, Nefesh ("Spirito"), Ru'ach ("Vento"), Neshamah ("Anima"), Chayah ("Vita") e Yechidah ("Singolare"), la prima di queste è la più bassa, e l'ultima la più alta.
L'anima dell'uomo è l'anello di congiunzione tra l'infinito e il finito, e come tale, presenta differenti caratteristiche. Tutte le anime destinate al genere umano sono state create insieme ai vari organi di Adamo. Come ci sono organi superiori ed inferiori, così ci sono anime superiori ed inferiori, secondo gli organi con cui sono rispettivamente accoppiati. Così ci sono anime del cervello, anime degli occhi, anime della mano, ecc. Ogni anima umana è una scintilla (nitzotz) di Adamo. Il primo peccato del primo uomo ha causato confusione tra le varie classi di anime: il superiore si è mescolato con l'inferiore; il bene con il male; cosicché anche l'anima più pura ha ricevuto una mescolanza di male o, come lo chiama Luria, dell'elemento degli "involucri" (Qelipot). A causa di tale confusione, i primi non sono interamente privati del bene originale, e gli ultimi non sono del tutto liberi dal peccato. Questo stato di confusione, che talvolta provoca un impulso continuo verso il male o Zaddiq), cesserà con l'arrivo del Messia, che stabilirà il sistema morale del mondo su una nuova base.
Fino all'arrivo del Messia, l'anima dell'uomo, a causa delle sue carenze, non può "tornare" alla sua sorgente e deve vagare non solo attraverso i corpi degli uomini e degli animali ma a volte anche attraverso le cose inanimate come il legno, i fiumi, e le pietre. A questa dottrina di gilgulim (reincarnazione delle anime) Luria aggiunse la teoria dell'impregnazione (ibbur) delle anime: se un'anima purificata ha trascurato alcuni doveri religiosi sulla terra, deve tornare alla vita terrena e, attaccandosi all'anima di un uomo vivente, ci si deve unire al fine di colmare tale negligenza.
Inoltre, l'anima di un defunto liberato dal peccato appare di nuovo sulla terra per sostenere un'anima debole che si sente impari al suo compito. Tuttavia questa unione, che può estendersi a due anime contemporaneamente, può avvenire solo tra le anime di carattere omogeneo, cioè tra quelle che sono scintille dello stesso organo adamita.
La dispersione di Israele ha come scopo la salvezza delle anime degli uomini, poiché le anime purificate degli Israeliti realizzeranno la profezia di diventare "una luce per le nazioni", influenzando le anime di altri popoli a fare del bene. Secondo Luria, esistono segni dai quali si può imparare la natura dell'anima di una persona: a quale grado e classe appartenga, il rapporto esistente tra essa e il mondo superiore, le peregrinazioni che ha già compiuto, i mezzi con cui può contribuire alla creazione del nuovo sistema morale nel mondo e a quale anima si deve unire per purificarsi.

## Influenze

### Eresie mistiche sabbatiane
La cabala lurianica è stata accusata da alcuni di essere la causa della diffusione di eresie promosse dai "falsi messia" Sabbatai Zevi (1626-1676) e Jacob Frank (1726-1791), e le loro teorie basate appunto sulla Cabala. La rinascita mistica di Safed nel XVI secolo, guidata da Moshe Cordovero, Joseph Karo e Isaac Luria, rese lo studio cabalistico un obiettivo popolare per gli studenti ebrei, in una certa misura in competizione con lo studio del Talmud, catturando inoltre l'immaginazione del pubblico. Il sabbatianismo emerse in questa atmosfera, insieme alle oppressioni dell'Esilio ed in congiunzione coi circoli mistici genuini.
Mentre lo schema cabalistico di Isaac Luria sottolineava il ruolo democratico di ogni persona nel redimere le scintille di santità, attribuendo al Messia solo un punto conclusivo del processo, il profeta sabbatiano Nathan di Gaza interpretò il suo ruolo messianico come fondamentale nel recupero da quelle scintille perse nell'impurità. Ma dopo che ebbe apostatato a favore dell'Islam, si rese necessario aver fede nel suo ruolo messianico e anche nelle sue azioni antinomiche. Successivamente entrò in scena Jacob Frank, che sostenne di essere la reincarnazione di Sabbatai Zevi, inviato a recuperare le scintille tramite le azioni anarchiche dei suoi seguaci, affermando che la trasgressione della Torah nella epoca messianica ora finalmente giunta era il giusto compimento della profezia stessa – l'opposto della necessaria devozione halakhica promossa da Luria e dai cabalisti nel XVI secolo come rinascita mistica "nazionale" in una fratellanza di devozione ascetica e osservanza delle pratiche normative ebraiche.

### Influenze sulle pratiche rituali e sulla meditazione

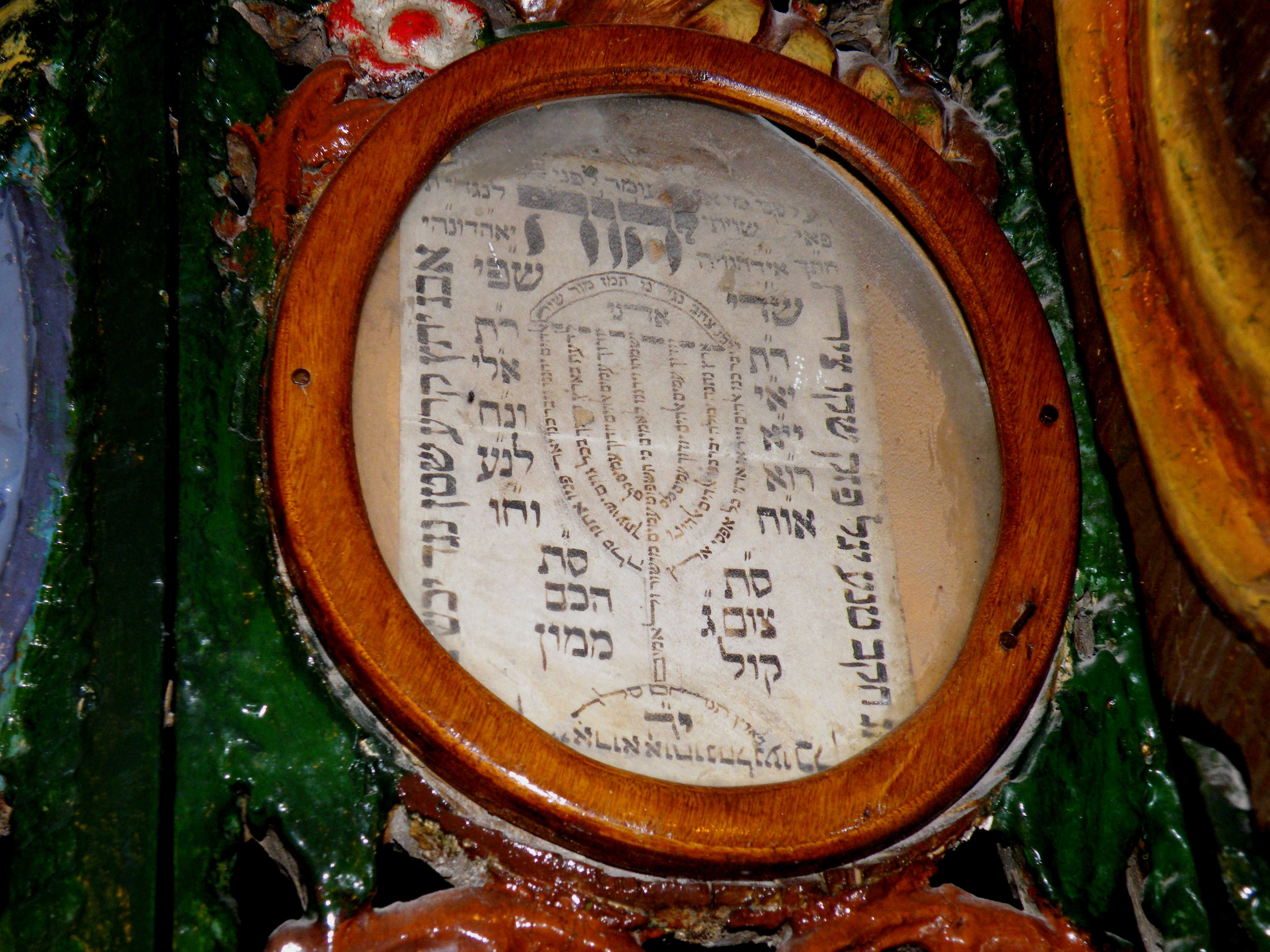
Diagramma cabalistico dei Nomi Divini nella sinagoga dell'Ari. Il metodo tradizionale lurianico di preghiera comprendeva una meditazione esoterica speciale su permutazioni particolari delle lettere divine relative ad ogni preghiera

La Cabala lurianica è rimasta la principale scuola di mistica nell'Ebraismo ed ha mantenuto una notevole influenza sullo Chassidismo e sui cabalisti sefarditi. Infatti solo una minoranza dei mistici ebrei di oggi appartengono ad altri settori del pensiero mistico zoharico. Alcuni cabalisti ebrei hanno affermato che i seguaci di Sabbatai Zevi evitarono decisamente gli insegnamenti della Cabala luriana perché il suo sistema smentiva i loro concetti; tuttavia, i sabbatiani di fatto utilizzarono i concetti lurianici delle scintille intrappolate nell'impurità e delle anime pure mescolate con le impure, per giustificare alcune delle loro azioni antinomiche.
Luria ha introdotto il suo sistema mistico nell'osservanza religiosa. Ogni comandamento acquisisce un significato mistico particolare. Lo Shabbat con tutte le sue cerimonie era considerato come l'espressione della Divinità nella vita temporale, ed ogni rituale eseguito in quel giorno era considerato avesse un'influenza sul mondo superiore. Ogni parola e ogni sillaba delle preghiere prescritte contengono nomi nascosti di Dio, su cui si dovrebbe meditare devotamente mentre li si recita. Nuove cerimonie mistiche vennero ordinate e codificate sotto il nome di Shulkhan Arukh HaARI (il "Codice della Legge dell'Ari"). Inoltre, uno dei pochi scritti di Luria si compone di tre inni dello Shabbat dei pasti, con allusioni mistiche. L'inno del terzo pasto comprende quanto segue:

Voi principi del palazzo, che anelate a contemplare lo splendore dello Zeir Anpin
Siate presenti a questo pasto in cui il Re lascia la sua impronta

Esultate, gioite per questo incontro con gli angeli e tutti gli esseri celesti

Rallegratevi ora, in questo momento più propizio, quando non c'è tristezza ...

Io qui invito l'Antico di Giorni in questo momento di buon auspicio, e l'impurità sarà completamente rimossa...

In linea con la tradizione di impegnarsi tutta la notte nello lo studio della Torah durante il festival di Shavuot, Isaac Luria organizzò un servizio liturgico speciale per la veglia notturna di Shavuot, il Tiqqun Leil Shavuot ("Restaurazione per la Notte di Shavuot"), che viene comunemente recitata in sinagoga, con Kaddish se il Tiqqun è studiato in un gruppo di dieci. Alla fine della liturgia e prima dell'alba, gli chassidim si immergono in una mikveh.

### Spiritualità ebraica moderna e vedute contrastanti
Le idee di Rabbi Isaac Luria sono molto diffuse tra gli ebrei di oggi. L'Ebraismo ortodosso, Riformato, Ricostruzionista ed altre correnti progressive ebraiche spesso riconoscono un obbligo morale di "riparare il mondo" (Tiqqun 'Olam). Questa idea si basa sull'insegnamento di Luria che i frammenti di divinità restano contenuti nella creazione materiale imperfetta e che il rituale e le opere etiche dei giusti aiutano a liberare questa energia. La teologia mistica dell'Ari non esercita però lo stesso livello di influenza dappertutto nello stesso modo. Le comunità dove il pensiero di Luria detiene meno influenza includono quelle ortodosse tedesche (Khal Adath Jeshurun) e quelle dell'Ebraismo Ortodosso Moderno, i gruppi che mantengono tradizioni ebraiche spagnole e portoghesi, un segmento considerevole degli ebrei yemeniti Baladi (Dor Daim), e altri gruppi che seguono una forma di "Ebraismo della Torah" basata più sulle autorità classiche come Maimonide e i Geonim.
Con il suo progetto razionalista, il movimento Haskalah del XIX secolo e lo studio critico dell'Ebraismo (Wissenschaft des Judentums) respinsero la Cabala. Nel XX secolo, il rinomato studioso Gershom Scholem avviò lo studio accademico del misticismo ebraico, utilizzando una metodologia storica, ma reagendo contro quello che reputava essere un suo dogma esclusivamente razionalista. Piuttosto, Scholem identificò la mistica ebraica come corrente sotterranea vitale del pensiero ebraico, che periodicamente rinnovava l'Ebraismo con nuovi slanci mistici o messianici. Il rispetto della Cabala dimostrato dal mondo accademico del XX secolo e un più ampio interesse per la spiritualità, hanno recentemente creato una rinnovata attenzione cabalistica da parte di confessioni ebraiche non ortodosse. Ciò viene spesso espresso attraverso l'integrazione della Cabala nello Chassidismo sotto forma di nuove ramificazioni come il neo-chassidismo e il movimento di "rinnovo ebraico".
La Cabala luriana viene ad attribuire all'impegno religioso dell'Ebraismo un ruolo che va ben oltre l'accettazione di una disciplina morale, o di un patto religioso con Dio; si passa ad un "impegno essenziale per ricomporre l'unità della creazione". Per questo Luria "semina i germi di una irrequietezza religiosa e politica, riproponendo e spiegando in termini radicali di rigenerazione cosmica l'antico concetto ebraico di salvezza politica".

### Lurianesimo tradizionale contemporaneo

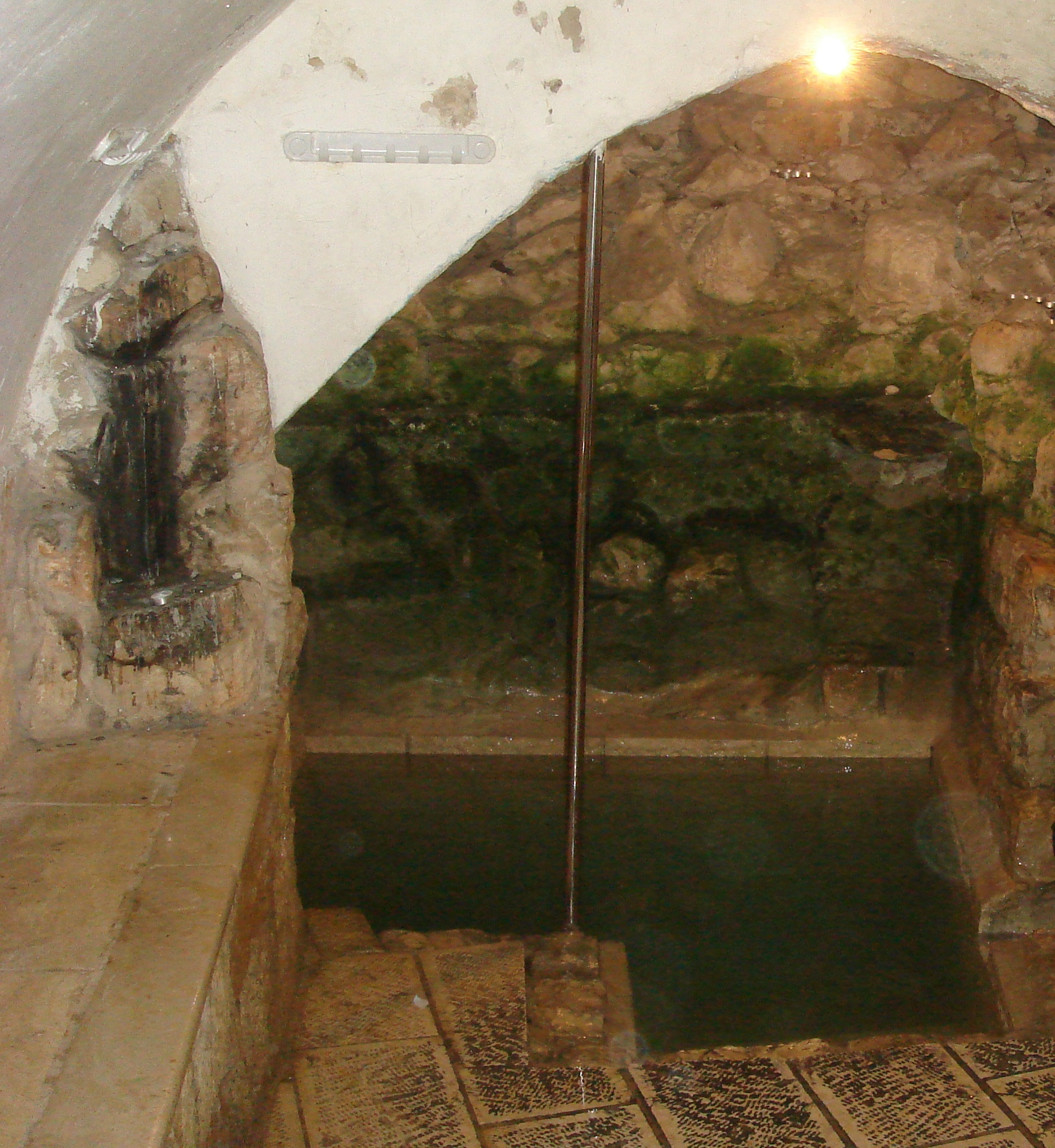
Mikveh di Isaac Luria sul pendio sottostante Safed in Galilea, alimentata da una sorgente fredda

Lo studio degli Ha'Ari Kitvei (scritti dei discepoli di Isaac Luria) continua oggi più che altro tra i circoli cabalistici tradizionali e in settori del movimento chassidico. I Mekubalim mizra'chim (cabalisti orientale sefarditi), seguendo la tradizione di Hayim Vital e l'eredità mistica del cabalista yemenita Shalom Sharabi (detto il Rashash, 1720-1777, considerato dai cabalisti come la reincarnazione dell'Ari), si considerano eredi diretti degli insegnamenti di Luria e sua continuazione.
Entrambe le parti dello scisma ebraico del XVIII secolo tra chassidim e mitnagdim, sostenevano la prospettiva cosmologica della Cabala lurianica. È un errore reputare l'opposizione rabbinica all'Ebraismo Chassidico, almeno nella sua origine formativa, come derivante dall'adesione al metodo razionalista medievale della filosofia ebraica. Il leader dell'opposizione rabbinica mitnagdica alla rinascita mistica chassidica, il Gaon di Vilna (1720-1797), era strettamente coinvolto nella Cabala, seguendo la teoria luriana e producendo lui stesso testi centrati sulla cabalistica, mentre criticava il razionalismo medievale ebraico. Il suo discepolo, Chaim Volozhin, il teorico principale dell'Ebraismo mitnagdico, differiva dallo chassidismo nell'interpretazione pratica del tzimtzum lurianico. A tutti gli effetti, l'Ebraismo mitnagdico dava un'importanza trascendente allo Tzimtzum, mentre lo chassidismo sottolineava l'immanenza di Dio. Questa differenza teorica portò lo chassidismo a concentrarsi sulla mistica popolare al di là di restrizioni elitarie, mentre i mitnagdici si dedicarono ad un Ebraismo talmudico non mistico riservato all'élite intellettuale, con una nuova enfasi teorica sullo studio talmudico della Torah nel movimento delle yeshivah lituane.
Lo sviluppo più grande dell'Ebraismo basato sull'insegnamento di Luria è avvenuto nell'ambito dello Chassidismo, anche se questi ha adattato la Cabala al suo pensiero. Lo studioso Joseph Dan descrive lo scisma chassidico-mitnagdico come una battaglia tra due concezioni della Cabala lurianica. La Cabala dell'élite mitnagdica era essenzialmente fedele all'insegnamento e pratica lurianici, mentre lo chassidismo introduceva nuove idee popolari, come la centralità dell'Immanenza Divina e del Devekut in tutte le attività ebraiche, come anche il ruolo mistico sociale dello Tzadik e del Rebbe.

### Interpretazioni letterali e non letterali delTzimtzum
Nei decenni dopo Luria, e nei primi anni del 1700, vari pareri si formarono tra i cabalisti sul significato dell'autocontrazione divina Tzimtzum, se dovesse esser preso alla lettera o simbolicamente. L'opera Emek HaMelekh del rabbino tedesco Naftali Hertz Ben Yaakov Elchanan considerò il Tzimtzum letteralmente, mentre l'italiano Mosè Pinheiro (Shomer Emunim, 1736) e il filosofo portoghese Abraham Cohen de Herrera dichiararono che il Tzimtzum doveva essere inteso metaforicamente.

### Opinioni chassidiche e mitnagdiche sulTzimtzum
La questione del Tzimtzum era alla base della nuova divulgazione pubblica della mistica rappresentata dallo Chassidismo del XVIII secolo. La sua dottrina centrale dell'Immanenza Divina quasi-panenteistica che plasmava il fervore quotidiano, dava importanza ad un Tzimtzum non letterale. L'articolazione sistematica di questo approccio chassidico da parte di Shneur Zalman di Liadi nella seconda sezione del suo Tanya, delinea un "Illusionismo monistico acosmico" della Creazione dalla prospettiva dell'Unità Divina Superiore. Per Schneur Zalman, il Tzimtzum interessava solo l'apparente occultamento dell'Ohr Ein Sof (Luce Infinita). L'Ein Sof e l'Ohr Ein Sof in realtà rimangono onnipresenti, questo mondo annullato nella sua fonte. Solo dalla prospettiva dell'Unità Divina Inferiore Mondana il Tzimtzum dà l'illusione di ritiro apparente. In verità "Io sono l'Eterno, non cambio" (Malachia 3:6), e interpretare il Tzimtzum in una qualsiasi tendenza letterale sarebbe come attribuire a Dio una corporeità falsa.
Norman Lamm descrive l'alternativa chassidico-mitnagdica di quanto sopra. Per Chaim Volozhin, il teorico principale dell'opposizione rabbinica Mitnagdim al Chassidismo, l'illusionismo della Creazione, derivante da uno Tzimtzum metaforico, è vero, ma non porta al Panenteismo, poiché la teologia mitnagdica sottolinea la trascendenza divina, mentre lo Chassidismo enfatizza l'immanenza divina. Di primo acchito l'impressione generale della Cabala luriana è una di trascendenza, implicita nella nozione di Tzimtzum. Ma per il pensiero chassidico, in particolare nella sua sistematizzazione Chabad, l'Essenza Atzmus divina ultima si esprime solo nella finitezza, accentuando quindi l'Immanenza chassidica. Norman Lamm stima entrambi i pensatori come penetranti e sofisticati. I Mitnagdim contestano il Panenteismo, seguendo l'opposizione iniziale del leader mitnagdico, il Gaon di Vilna, che lo vedeva come eretico. Chaim Volzhin, l'allievo principale del Gaon, fu più moderato, cercando di porre fine al conflitto, e allo stesso tempo più motivato teologicamente nella sua opposizione all'interpretazione chassidica. Si oppose al Panenteismo sia come teologia che come pratica, poiché la sua spiritualizzazione mistica dell'Ebraismo sostituiva apprendimento talmudico tradizionale ed ispirava una sfocatura antinomica dell'osservanza halakhica, in cerca di un misticismo per la gente comune.
Secondo l'esposizione di Norman Lamm, Schneur Zalman e lo Chassidismo vedono Dio che si relaziona al mondo come una realtà, attraverso la Sua Immanenza. L'Immanenza divina, dal punto di vista umano, è pluralistica, permettendo una divulgazione mistica nel mondo materiale, ma salvaguardando la Halakhah. La Trascendenza divina, dal punto di vista divino, è monistica, annullando la Creazione nell'illusione. Per Chaim Volozhin e il Mitnagdismo, Dio si relaziona al mondo in quanto tale attraverso la Sua trascendenza. L'Immanenza divina - il modo in cui Dio guarda la Creazione fisica – è monistica, annullandola nell'illusione. La Trascendenza divina - il modo in cui l'Uomo percepisce e si relaziona alla Divinità – è pluralistica, permettendo alla Creazione di esistere nei suoi termini. In questo modo, entrambi i pensatori e i percorsi spirituali affermano una interpretazione non letterale del Tzimtzum, ma la spiritualità chassidica si concentra sulla vicinanza di Dio, mentre la spiritualità mitnagdica si concentra sulla lontananza di Dio. Configurano quindi le loro pratiche religiose su questa differenza teologica, lo Chassidismo ponendo il fervore Devekut come pratica centrale, il Mitnagdismo enfatizzando ulteriormente lo studio talmudico della Torah come sua attività religiosa suprema.